# Edvard Glæsel
Fritz Edvard Glæsel (født 4. januar 1858 på Clasonsborg, Skarrild Sogn, død 12. juni 1915 på Frederiksberg) var en dansk landskabsarkitekt, der har sat et stort præg på dansk have- og landskabskunst. Han var bror til Henri Glæsel.
Han var søn af fabrikbestyrer, senere sekretær ved de jyske jernbaner Julius August Glæsel (1813-1874) og Henriette Danchell (1831-1915). Han fik formentlig sin gartneruddannelse hos handelsgartner Carl Ludvig Hansen i København og var undergartner på Bregentved 1879-81.
Glæsel drev egen tegnestue 1888-1915 og er særligt kendt for sine mange herregårdshaver, bl.a. Vallø, Nivågård, Vedbygård, Giesegård og Vemmetofte, men også for Det Kongelige Biblioteks have, Fælledparken, Søerne, Nivå Kirkegård, Vestre Kirkegård, Bispebjerg Kirkegård og Frederiksberg Ældre Kirkegård samt parkanlæggene i tilknytning til Københavns Rådhus og Bispebjerg Hospital.
Hans kirkegårdshaver blev også berømmet i Tyskland, hvor han i 1902 på en udstilling i Düsseldorf modtog guldmedalje for sine planer.
Glæsel skrev af og til artikler i Gartner-Tidende, han var medarbejder ved Nordisk illustreret Havebrugsleksikon og udarbejdede Fortegninger for Gartnerelever. Han var et interesseret medlem af Almindelig dansk Gartnerforening, var repræsentant, senere kredsformand for København og slutteligt medlem af hovedbestyrelsen.
Han er begravet på Frederiksberg Ældre Kirkegård.